# 帕尔马大剧院

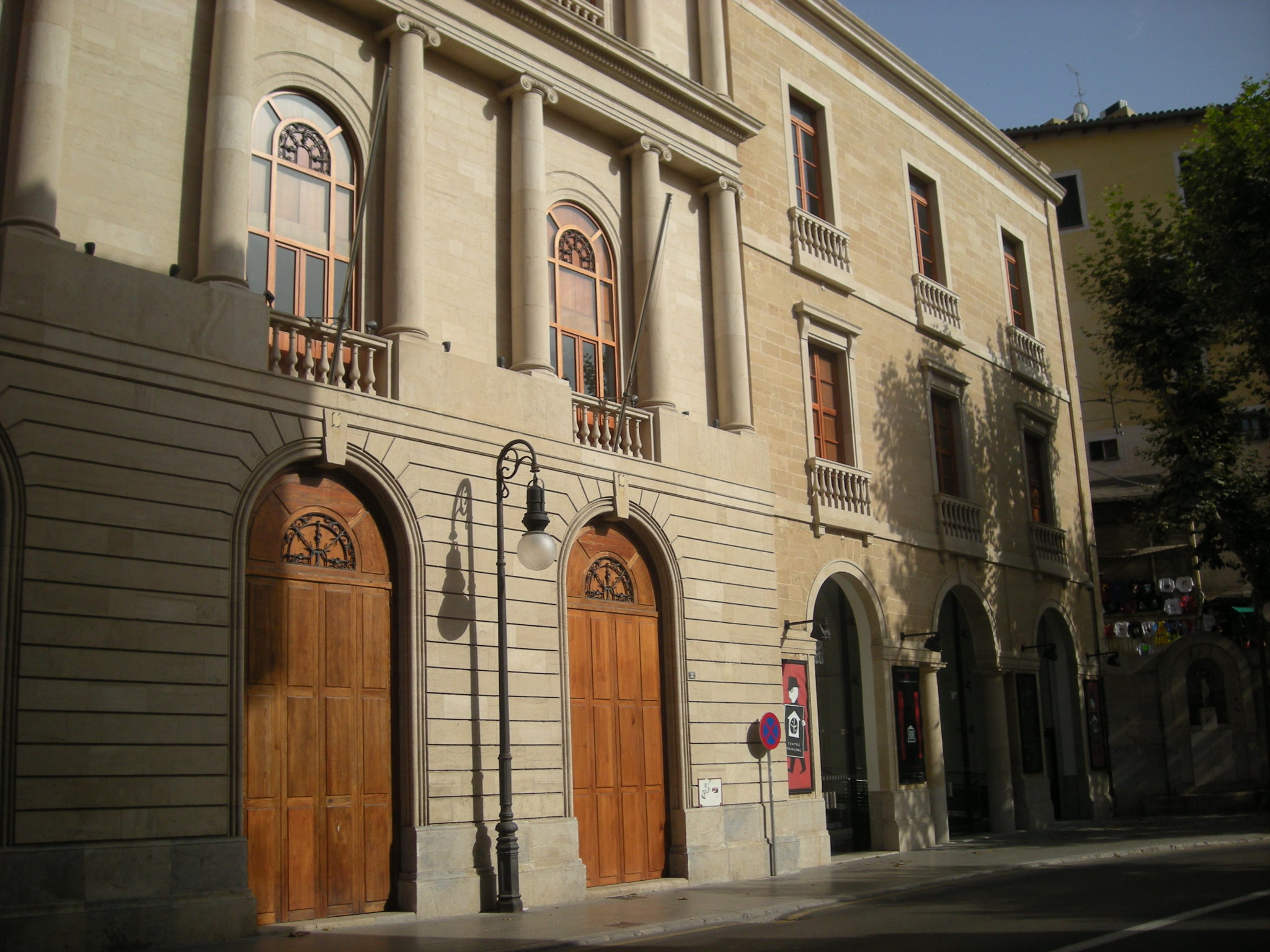
帕尔马大剧院

大剧院（加泰罗尼亚语：Teatre Principal；西班牙语：Teatro Principal）是西班牙巴利阿里群岛首府马略卡岛的帕尔马的戏剧艺术中心。它落成开业于1857年。

## 历史
它最初名为公主剧院（Teatro de la Princesa）。1858年，上演莎士比亚的戏剧《麦克白》和威尔第的音乐，第五次演出后，一场大火烧毁了这座建筑。它很快得到修复，于1860年重新开业，名为阿斯图里亚斯王子剧院（Teatro Príncipe de Asturias），这个名称一直保留到 1868 年。2001年，剧院关闭进行改建。2007年重新开业，取得巨大的成功，并采用了各种新技术。